# 楊守知
杨守知，字次也，浙江海宁县人。清朝官员、詩人。

## 生平
早年从查慎行游。与归安沈树本、平湖陆奎勋、嘉善柯煜合称「浙西四才子」。康熙三十九年（1700年）庚辰科进士。历官平凉府知府，以道员诖误，降中河通判。候补南河，年已七十。有《致轩集》。 